# Acronicta ochrea
Acronicta ochrea là một loài bướm đêm trong họ Noctuidae.